# 遠藤雅人
遠藤 雅人（えんどう まさと、1960年3月 - ）は、日本の警察官。最終階級は警視長。警察庁刑事局特殊事件捜査室長、奈良県警察本部長等を経て、警察庁刑事局犯罪鑑識官を務めた。振り込め詐欺の命名者。

## 人物・経歴
愛知県一宮市出身。南山大学経営学部卒業後、1982年に愛知県警察巡査となる。1991年に警察庁に移り、警察庁東北管区警察局公安部刑事課長を経て、2000年岩手県警察本部刑事部捜査第二課長。2001年警察庁長官官房人事課課長補佐。2003年には警察庁刑事局捜査第二課課長補佐として、振り込め詐欺の命名を行うとともに捜査手法の確立にあたった。
2005年兵庫県警察本部刑事部捜査第二課長。2007年警察庁刑事局捜査第二課課長補佐。2008年福井県警察本部警務部長。2010年警察庁長官官房会計課理事官。警察庁刑事局組織犯罪対策部犯罪収益移転防止管理官付理事官を経て、2013年京都府警察本部刑事部長。2016年警察庁刑事局捜査第一課特殊事件捜査室長。2018年から奈良県警察本部長を務め、2019年に特殊詐欺捜査室を発足させるなど、特殊詐欺対策などを進めた。2020年2月17日付で警察庁刑事局犯罪鑑識官に就任。2021年1月に退職。4月東海旅客鉄道総務部担当部長。